# SN 2009V
SN 2009V – supernowa typu Ia odkryta 2 lutego 2009 roku w galaktyce A101248+4310. W momencie odkrycia miała maksymalną jasność 18,80m.